# 旅がらすくれないお仙
『旅がらすくれないお仙』（たびがらすくれないおせん）はNETテレビ（現・テレビ朝日）の毎週日曜20時枠で1968年10月6日から1969年9月28日まで放送された連続テレビ時代劇。全52話。モノクロ作品。

## 概要
女剣劇で売った松山容子が着物の裾を振り乱し、大信田礼子が若さとボインにミニスタイルで虎の皮のパンチラで暴れまくり、茶の間の人気を呼んだ女性2人による元祖「バディムービー時代劇」。
当時人気を博していた『素浪人 月影兵庫』の女性版。女性コンビを主人公にし、お色気にアクションを加えた点が新しく、番組スタート以来、各局新番組を完全に食う人気ぶり。第一回放送で視聴率22%（以下、視聴率はビデオリサーチ）を記録し、6回目の『三匹の侍』『泥棒育ち ドロボーイ』『喧嘩太郎』『お吟さま』など、この秋の民放各局の新番組は宣伝費合計20億円といわれる大プロモーションを展開したが、他局の新番組が軒並み総崩れを起こす中、常時視聴率20%台を確保し、一時はテレビ界の人気を一手にかっさらうほどの騒ぎを呼んだ。紙芝居と揶揄する声も出たが、番組開始二ヵ月で視聴率28%を記録した。『男はつらいよ』も同じ1クールの新番組の一つだったが、第一回放送は関東8.9%、関西11.5%と振るわず、『週刊文春』は「確実に20%を稼ぐ渥美清で勝負したんだが、完全に思惑外れ。ヤクザものはもうダメだね」と評していた。 
当初は1クールの放送予定が高視聴率を稼ぎ、1969年に入っても裏番組、NHK大河ドラマ『天と地』と互角に渡り合い、1年、4クールに延長された。
当時の昭和元禄、ハレハレムードのご時勢を反映して映画に続いてテレビも『11PM』のような深夜番組は勿論、『小川宏ショー』のような朝のワイドショーもエッチを盛り込み、『長谷川肇モーニングショー』では、ドクター奈良林祥が朝からセックス講座を行い、『桂小金治アフタヌーンショー』では、半裸美女モデルに浪越徳治郎が指圧を行うなどエロを盛り込んだ。またテレビドラマも同じ東映製作の『大奥』や『キイハンター』、東宝・日本テレビ製作の『37階の男』、日本テレビ製作の『夜の主役』なども遠慮ないお色気シーンを売り物にし、各局エロをエスカレートさせていった。中でもエロ描写で話題を呼んだのが『旅がらすくれないお仙』であった。

## あらすじ
小太刀の名手で滅法強い女渡世人お仙と、ハネっかえりのグラマーな女スリお銀が男相手に巻き起こす珍道中。

## キャスト
- くれないお仙：松山容子
- かみなりお銀：大信田礼子

## 放映リスト（サブタイトルリスト）
| 話数 | サブタイトル             | 放映日     | 脚本     | 監督       | ゲスト出演者 |
| ---- | ------------------------ | ---------- | -------- | ---------- | --- |
| 1    | 親分衆ふざけないで!      | 1968/10/6  | 森田新   | 荒井岱志   | 若山富三郎、徳大寺伸、山本豊三、山城新伍                                                                                     |
| 2    | くれないに燃えたの       | 1968/10/13 | 結束信二 | 河野寿一   | 益田喜頓、中野誠也、珠めぐみ、藤尾純、加治春雄                                                                               |
| 3    | 夜空に咲きたい           | 1968/10/20 | 本山大生 | 河野寿一   | 田口計、藤田淑子、多々良純、海老江寛、波田久夫、山村弘三                                                                     |
| 4    | 女ってこわい             | 1968/10/27 | 本山大生 | 荒井岱志   | 里見浩太郎、明石潮、吉川満子、三島ゆり子、梅津栄                                                                             |
| 5    | 伜と呼びたい             | 1968/11/3  | 本山大生 | 河野寿一   | 工藤堅太郎、赤沢亜沙子、潮万太郎、松本克平、金井大、 河上一夫、伊吹友紀子、宮城幸生、小田真士、笹木俊志、 古閑達則、島田秀雄 |
| 6    | 卑怯よ逃げるなんて       | 1968/11/10 | 本山大生 | 林伸憲     | 長谷川哲夫、悠木千帆、月形龍之介、御木本伸介                                                                                 |
| 7    | 別れるなんてダメよ       | 1968/11/17 | 加藤泰   | 林伸憲     | 倉丘伸太郎、小栗一也、千原しのぶ、坂口祐三郎、原健策                                                                         |
| 8    | 送ってあげたいあなた     | 1968/11/24 | 今村文人 | 林伸憲     | 沢本忠雄、加島こうじ、伝法三千雄、美松艶子                                                                                   |
| 9    | 浮気はおやめ             | 1968/12/1  | 加藤泰   | 林伸憲     | 諸口旭、嘉手納清美、竜崎一郎、桑山正一、天王寺虎之助                                                                         |
| 10   | 下から見ないで           | 1968/12/8  | 本山大生 | 荒井岱志   | 木村功、三田雅美、青山隆一、二本柳寛、牧冬吉、汐路章                                                                         |
| 11   | 小鳥におきき             | 1968/12/15 | 本山大生 | 荒井岱志   | 待田京介、矢野潤子、金子吉延、沢井三郎、賀川泰三、国富諭                                                                     |
| 12   | 欲張っちゃいけない       | 1968/12/22 | 森田新   | 荒井岱志   | 中村竹弥、吉田義夫、山岡徹也、丘路千、吉原正皓                                                                               |
| 13   | お金なんてなにサ         | 1968/12/29 | 松村正温 | 荒井岱志   | 丹下キヨ子、藤岡重慶、青木義朗、高村俊郎、広瀬義宣                                                                           |
| 14   | それを見ちゃったの       | 1969/1/5   | 本山大生 | 荒井岱志   | 和崎俊哉、葉山葉子、松本染升、市村昌治、小倉康子                                                                             |
| 15   | 見せ物じゃないわよ       | 1969/1/12  | 押川國秋 | 長谷川安人 | 上田吉二郎、芦屋雁之助、石浜祐次郎、伊豆五郎                                                                                 |
| 16   | あら、お久し振り         | 1969/1/19  | 今村文人 | 荒井岱志   | 中村竹弥、梶健司、高桐真、舟橋元、河上一夫、和田昌也                                                                         |
| 17   | 親切を売りたいの         | 1969/1/26  | 押川國秋 | 林伸憲     | 三島ゆり子、玉川良一、滝恵一、稲吉靖、原ひさ子                                                                               |
| 18   | でも!好きなのよ          | 1969/2/2   | 松村正温 | 林伸憲     | 宮城千賀子、佐々木功、伊藤栄子、小林勝彦、不破潤                                                                             |
| 19   | どうすりゃ気が済むの?    | 1969/2/9   | 押川國秋 | 小野登     | 菅貫太郎、阿井美千子、山田禅二、山口幸生、西山嘉孝                                                                           |
| 20   | それが、困るのよ         | 1969/2/16  | 加藤泰   | 林伸憲     | 宮浩之、松川純子、若杉英二、二見忠男、沢淑子                                                                                 |
| 21   | 黙っちゃいられない       | 1969/2/23  | 今村文人 | 荒井岱志   | 中村竹弥、花柳幻舟、葵みつ子、永田光男、高村俊郎                                                                             |
| 22   | 先に行っちゃ、いや       | 1969/3/2   | 本山大生 | 小野登     | 寺島達夫、新井茂子、成瀬昌彦、武藤英司、高木二朗                                                                             |
| 23   | まあ、ご立派ね           | 1969/3/9   | 本山大生 | 荒井岱志   | 山本豊三、北林早苗、青山宏、穂積隆信、原聖四郎                                                                               |
| 24   | だって憎いのよ           | 1969/3/16  | 本山大生 | 佐々木康   | 坂口祐三郎、田中春男、桃山みつる、田口計、志摩靖彦、山岡徹也                                                                 |
| 25   | その気にならないで!      | 1969/3/23  | 今村文人 | 荒井岱志   | 中村竹弥、清水綋治、井上清子、潮万太郎、織本順吉                                                                             |
| 26   | もっと、可愛がって       | 1969/3/30  | 松村正温 | 林伸憲     | 若林豪、太田博之、岩村百合子、国一太郎、村田天作                                                                             |
| 27   | 何さ!じれったい          | 1969/4/6   | 本山大生 | 荒井岱志   | 芦屋雁之助、林真一郎、鮎川十糸子、小栗一也                                                                                   |
| 28   | おひげが痛いわ           | 1969/4/13  | 岸生朗   | 荒井岱志   | 河原崎長一郎、松原光二、篠原美恵、天王寺虎之助、宮城幸生                                                                     |
| 29   | あたい、売るわよ         | 1969/4/20  | 本山大生 | 林伸憲     | 富川澈夫、姿美千子、瀬良明、吉川雅恵、太宰久雄                                                                               |
| 30   | 精を出すのよ             | 1969/4/27  | 松村正温 | 林伸憲     | 玉川良一、正司照江、加島こうじ、郡司良、江幡高志                                                                             |
| 31   | たかが、うわさよ         | 1969/5/4   | 本山大生 | 荒井岱志   | 工藤堅太郎、嘉手納清美、南部彰三、円山栄子、三田村元                                                                         |
| 32   | 女の傷は深いのよ         | 1969/5/11  | 本山大生 | 林伸憲     | 花柳小菊、永井柳太郎、青柳美枝子、黒木進、戸田皓久                                                                           |
| 33   | お年なのにすごいわね     | 1969/5/18  | 本山大生 | 荒井岱志   | 十朱久雄、高倉みゆき、鮎川浩、新井茂子                                                                                       |
| 34   | 追っかけないでよ         | 1969/5/25  | 本山大生 | 荒井岱志   | 安井昌二、江見俊太郎、蔵忠芳、小田部通麿、鈴木金哉                                                                           |
| 35   | ふふふ、お寺で逢うなんて | 1969/6/1   | 小沢英輔 | 荒井岱志   | 金井大、磯村みどり、睦五郎、藤尾純                                                                                           |
| 36   | いいの、はやく縛って     | 1969/6/8   | 本山大生 | 荒井岱志   | 小池朝雄、加賀爪芳和、時美沙、山村弘三                                                                                       |
| 37   | さあ、乗ったわよ         | 1969/6/15  | 加藤泰   | 荒井岱志   | 藤岡重慶、稲吉靖、桜井良子、如月剛、島米八                                                                                   |
| 38   | だめよ、さわらないで     | 1969/6/22  | 今村文人 | 荒井岱志   | 柳沢真一、藤江喜幸、御木本伸介、三田登喜子、河上一夫                                                                         |
| 39   | 大丈夫?横になるわよ      | 1969/6/29  | 今村文人 | 林伸憲     | 中原早苗、金井由美、山岡徹也、西山嘉孝、夏目俊二                                                                             |
| 40   | 裏をのぞくのよ           | 1969/7/6   | 本山大生 | 林伸憲     | 亀石征一郎、小瀬朗、沢ひろみ、根岸明美                                                                                       |
| 41   | だます積りじゃないわ     | 1969/7/13  | 今村文人 | 荒井岱志   | 山本麟一、二見忠男、高城淳一、天野新士                                                                                       |
| 42   | 異人さんて、すてき!      | 1969/7/20  | 今村文人 | 荒井岱志   | E・H・エリック、多々良純、三田雅美                                                                                           |
| 43   | 隠すのは無理よ           | 1969/7/27  | 今村文人 | 林伸憲     | 花園ひろみ、三原有美子、加納美栄子                                                                                           |
| 44   | 女じゃ、たてないの?      | 1969/8/3   | 本山大生 | 長谷川安人 | 三上真一郎、宮園純子、藤田淑子、加賀邦男、南祐輔                                                                             |
| 45   | 宝がぬれてるわ           | 1969/8/10  | 本山大生 | 荒井岱志   | 左時枝、入川保則、永田光男、千葉敏郎、不破潤                                                                                 |
| 46   | 死んだって、思っただけよ | 1969/8/17  | 今村文人 | 佐々木康   | 瀬良明、高野通子、工藤堅太郎、藤尾純、森健二                                                                                 |
| 47   | ねえ、目をさましてよ     | 1969/8/24  | 岸生朗   | 長谷川安人 | 松木路子、平井昌一、花ノ本寿、近藤正臣、髙田次郎                                                                             |
| 48   | あら変だ、けがするわ     | 1969/8/31  | 本山大生 | 林伸憲     | 三島ゆり子、蔵忠芳、徳大寺伸、小林勝彦、水島真哉                                                                             |
| 49   | 何だ、大きいだけね       | 1969/9/7   | 森田新   | 小野登     | 亀石征一郎、潮万太郎、里井茂、有川正治、平沢彰                                                                               |
| 50   | 女が据え膳食うからよ     | 1969/9/14  | 岸生朗   | 古市真也   | 睦五郎、夏目俊二、万里昌代、野崎善彦                                                                                         |
| 51   | 煙がにおうわね           | 1969/9/21  | 今村文人 | 荒井岱志   | 中村竹弥、坂口徹、楠義孝、天王寺虎之助、鈴木金哉                                                                             |
| 52   | 重ねるのよ二つの花を     | 1969/9/28  | 今村文人 | 荒井岱志   | 西尾三枝子、見明凡太郎、池田昌子                                                                                             |

## スタッフ
- 原作：棚下照生
- 脚本：森田新、加藤泰、結束信二、伊勢野重任、本山大生、今村文人、松村正温、押川國秋、岸生朗、小沢英輔
- 監督：荒井岱志、河野寿一、佐々木康、林伸憲、長谷川安人、小野登、古市真也
- プロデューサー：上月信二、小沢英輔、高田正雄
- 音楽：小川寛興
- 主題歌：松山容子「旅がらすお仙の歌」（作詞：けっそくしんじ、作曲：小川寛興、販売元：キングレコード）
- 挿入歌：五木詩郎「晴れ姿道中節」
- 撮影：羽田辰治
- 照明：藤井光春
- 録音：矢部吉三
- 美術：塚本隆治
- 記録：桧垣久恵
- 編集：川上忠
- 衣裳：石倉元一
- 美粧：林三郎
- 結髪：河野節子
- 装飾：川端清
- 装置：木崎義夫
- 擬斗：土井淳之祐（東映剣会）
- 助監督：古市真也
- 進行：喜多外志之
- 現像：東洋現像所
- 制作：NET、東映京都テレビプロダクション

## 製作

### キャスティング
テレビ初主演の大信田礼子は、東京でモデルデビューしていたが、芸能界に興味が持てず、京都に戻ってブラブラし、東映京都を見学していたところ、東映関係者に「月給25万円で出ないか」と誘われ出演を承諾した。NETは松山容子と大信田のお色気で勝負を賭けたいと算段していたが、松山が「脱ぐのは絶対にイヤ」と強硬に断ったため、お色気担当は大信田一人で担うことになった。大信田は「名前を売り出すのは、清純派でいくより露出派の方が早い」と割り切った。

### 撮影
撮影は東映京都撮影所（以下、東映京都）。東映京都の実権を握る同撮影所所長・岡田茂は、1964年1月の京都撮影所所長就任以降、東映京都の映画製作は任侠映画を中心とし、時代劇はテレビに徐々に移し、東映京都の映画ステージをテレビに渡していった。岡田は1968年8月31日付けで映画本部長という、一つの映画会社の社長の立場に匹敵する大きな権限を更に持たされた。
本作『旅がらすくれないお仙』撮影中の1969年3月頃に同撮影所で撮影中だったのは『戦後最大の賭場』『旅に出た極道』『緋牡丹博徒 二代目襲名』の映画が三本に対して、本作と『銭形平次』『素浪人花山大吉』『日本剣客伝』『帰って来た用心棒』『怪奇ロマン劇場・四谷怪談前編 後編』（以上 NET）、『あゝ忠臣蔵』（以上 フジ）、『妖術武芸帳』（TBS）『花のお江戸のすごい奴』（日本テレビ）とテレビドラマ撮影が8本というフル回転だった。

## 影響
1969年4月のテレビ番組改編期を前に、大信田が「歌をやりたいので3月で番組を降ろさせて下さい」と申し入れた。大信田は歌手デビューに備え、いずみたくに師事し、いずみから「フェースもプロポーションもいいから結構いけるぞ」と太鼓判を押されていた。大信田は少し前までナベプロに所属していて、1時間物1本撮るのにロケ、アフレコなどを含め6日もかかる本作の撮影がギャラの割に合わないと不満があった。大信田に降りられると視聴率の低下は免れず、NETと東映で協議し何とか大信田の続投を説得した。前述のように1969年に入っても裏番組、『天と地』と互角に渡り合っていたが、日本テレビのバラエティ番組『コント55号の裏番組をぶっとばせ!』が1969年4月から同じく裏で始まると視聴率がガタ落ちした。しかし二年目に突入する1969年10月の番組改編期でも、松山&大信田コンビでのロングランを狙ったが、今度はTBSテレビの帯ドラマに引き抜きの噂があった松山が降板を申し入れ、松山と揉め、三浦布美子か扇ひろこを松山の代役に構想したが、やむなく大信田を残し、花園ひろみを起用して『緋剣流れ星お蘭』として模様替えした。
1969年4月からは東映東京撮影所で製作した『プレイガール』(東京12チャンネル）も放送開始され、東映の東西撮影所で製作された作品が、時代劇及び現代劇に於ける"女性ハレンチアクションドラマ"の先駆けとなった。両作品の成功で以降、各局が"女性アクションドラマ"をこぞって製作した。また当時東映が製作した宮園純子主演の「妖艶毒婦伝シリーズ」二作目の『妖艶毒婦伝 人斬りお勝』で、本作に於ける大信田のスタイルをそのまま映画に持ち込み、大信田が宮園の相棒を演じる芸のなさで映画の衰退を物語るとの論調も出た。

## 放送局

### 同時ネット
- NETテレビ
- 北海道テレビ放送（1968年11月3日開局から）
- 毎日放送
- 岡山放送（1969年4月 - ）
- 瀬戸内海放送（1969年4月 - ）
- 九州朝日放送

### 時差ネット
- 山形放送：木曜 15:05 - 16:00（1970年3月）→ 木曜 15:00 - 16:00（1970年4月 - 12月）[19]
- 東北放送：日曜 15:30 - 16:30[20]
- 福島中央テレビ（1970年4月1日の開局から放送）：月曜 - 金曜 17:00 - 17:56[21]
- 新潟総合テレビ（1968年12月 - ）
- 山梨放送：土曜 16:30 - 17:26[22]
- 北日本放送
- 北陸放送
- 信越放送
- 静岡放送
- 名古屋テレビ
- 日本海テレビ
- 山陰放送
- 中国放送：土曜 16:00 - 17:00[23]
- 四国放送：土曜 14:30 - 15:30（約3か月遅れ[24]）
- 長崎放送
- 南日本放送
- 沖縄テレビ

## フィルム・ソフト状況
- 本作品のポジフィルムの現存状況について、東映には第5話「伜と呼びたい」の保存が確認されており、それ以外は行方不明になっている。

- 2007年2月に、東映チャンネルで第5話が放送されている[1]。

- 2015年7月に、ベストフィールドより保存が確認されている第5話を収録したDVDが発売された。